# Rundturm von Armoy

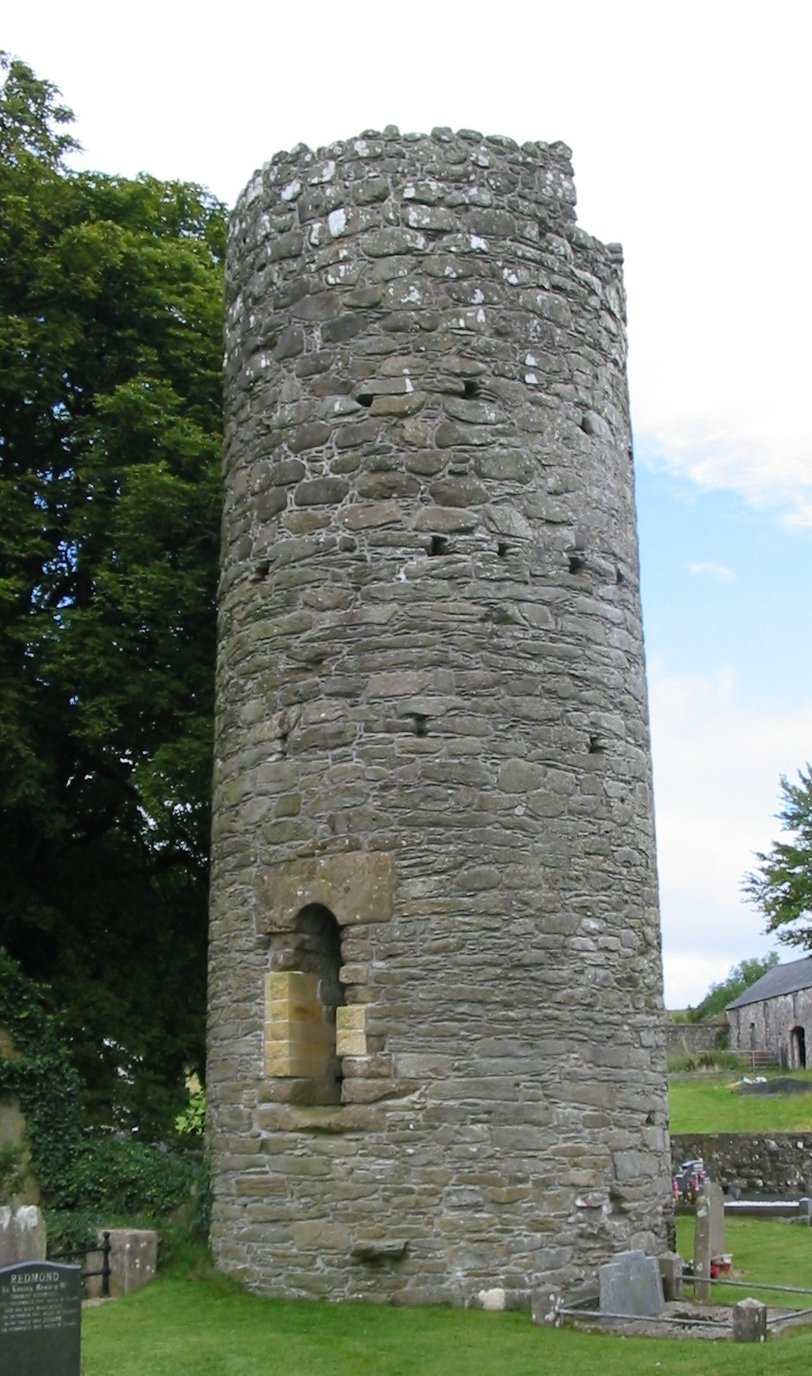
Rundturm von Armoy

Der Rundturm von Armoy (englisch Armoy Round Tower, irisch Cloigtheach Oirthear Maí) im County Antrim in Nordirland soll der Rest eines frühen, von St. Olcan, einem Schüler von St. Patrick, gegründeten Klosters sein. Die einzige Spur des früheren Klosters ist der Stumpf des Rundturms auf dem Gelände der St. Patrick’s Church. Ansonsten ist nichts bekannt.
Der Turmrest ist etwa 10,8 m hoch und hat drei Stockwerke. Es gibt keinen Hinweis auf die ursprüngliche Höhe. Sein nach Süden gerichteter Eingang liegt 1,6 m über dem Boden. Er ist 1,8 m hoch, unten 50 cm und oben 46 cm breit. Der monolithische Abschlussbogen von 18 cm Breite ist in einem großen Sturz geschnitten, der von den in schlechtem Zustand befindlichen Pfosten getragen wird.
Als das Turminnere 1843 ausgegraben wurde, wurde ein kegelförmiger Deckstein entdeckt, der darauf hinweist, dass der Turm eine konische Kappe besaß. Außerdem wurden mehrere Nadeln aus Geweih und eine Schnur aus gezwirntem Haar entdeckt. Dies sind die wenigen Bauwerkzeuge, die in einem Rundturm entdeckt wurden.